# Bežovce
Bežovce – wieś (obec) na Słowacji położona w kraju koszyckim, w powiecie Sobrance. Pierwsze wzmianki o miejscowości pochodzą z 1214 roku.
Według danych z dnia 31 grudnia 2012 roku, wieś zamieszkiwało 979 osób, w tym 485 kobiet i 494 mężczyzn.
W 2001 roku rozkład populacji względem narodowości i przynależności etnicznej wyglądał następująco:
- Słowacy – 99,13%
- Czesi – 0,19%
- Niemcy – 0,1%
- Ukraińcy – 0,1%

Ze względu na wyznawaną religię struktura mieszkańców kształtowała się w 2001 roku następująco:
- Katolicy rzymscy – 31,47%
- Grekokatolicy – 16,07%
- Ewangelicy – 0,38%
- Prawosławni – 10,2%
- Ateiści – 1,44%
- Nie podano – 3,27%